# Myotis hasseltii
Myotis hasseltii (Temminck, 1840) è un pipistrello della famiglia dei Vespertilionidi diffuso nell'Ecozona orientale.

## Descrizione
Pipistrello di piccole dimensioni, con la lunghezza della testa e del corpo tra 52 e 58 mm, la lunghezza dell'avambraccio tra 38 e 43 mm, la lunghezza della coda tra 35 e 42 mm, la lunghezza del piede tra 10 e 11 mm, la lunghezza delle orecchie tra 15,5 e 16,5 mm e un peso fino a 12,5 g.

### Aspetto
La pelliccia è corta e vellutata. Le parti dorsali variano dal marrone scuro al grigio scuro, con le punte dei peli grigio pallido, mentre le parti ventrali sono bianco-grigiastre, con la base dei peli scura. Il muso è rosato e cosparso di pochi peli. Le orecchie sono relativamente lunghe, strette e con l'estremità arrotondata. Il trago è lungo meno della metà del padiglione auricolare, sottile, smussato e con un lobo triangolare alla base. Le membrane alari sono bruno-grigiastre e attaccate posteriormente sulle caviglie. I piedi sono grandi. La coda è lunga ed inclusa completamente nell'ampio uropatagio. Il secondo premolare superiore è piccolo e disposto internamente alla linea alveolare, in maniera tale che il primo ed il terzo entrano in contatto tra loro. Il cariotipo è 2n=44 FNa=52.

## Biologia

### Comportamento
Si rifugia nelle grotte e tra le rocce solitariamente o in piccoli gruppi fino a 25 individui. Talvolta è stato osservato anche all'interno di bambù, cavità degli alberi, in edifici abbandonati e rovine. forma vivai durante la stagione riproduttiva.

### Alimentazione
Si nutre di insetti come zanzare, mosche, falene, moscerini e probabilmente di piccoli pesci catturati sulla superficie di specchi d'acqua.

### Riproduzione
Danno alla luce un piccolo alla volta l'anno. Nella Penisola malese le nascite avvengono in gennaio, mentre in Vietnam sono stati osservati maschi sessualmente attivi, femmine gravide e in allattamento ad aprile.

## Distribuzione e habitat
Questa specie è diffusa in maniera discontinua nello Sri Lanka, India nord-orientale, Indocina e Indonesia fino al Borneo e Sumbawa.
Vive nelle foreste secche e nelle mangrovie fino a 1.000 metri di altitudine. È stato osservato anche nei grossi centri urbani come Yangon, Bangkok ed Hanoi.

## Tassonomia
Sono state riconosciute 4 sottospecie:
- M.h.hasseltii: Sumatra meridionale, Karimun nelle Isole Riau; Giava, Sumbawa;
- M.h.abboti (Lyon, 1916): Pagai del nord;
- M.h.continentis (Shamel, 1942): Stato indiano del West Bengal, Sri Lanka; Myanmar sud-occidentale, Thailandia settentrionale e centrale, Vietnam settentrionale, Cambogia sud-orientale, Penisola malese, Langkawi;
- M.h.macellus (Temminck, 1840): Borneo.

## Conservazione
La IUCN Red List, considerato il vasto areale, la popolazione presumibilmente numerosa, la presenza in diverse aree protette e la tolleranza alle modifiche ambientali, classifica M.hasseltii come specie a rischio minimo (Least Concern)).